# Чарли Браун
Чарлс „Чарли“ Браун (Charlie Brown, роден на 30 октомври) е главният герой в поредицата карикатури Peanuts на Чарлс М. Шулц.

## Образ
Героят Чарли Браун е вдъхновен от живота на самия Шулц. Ученик в трети клас, Чарли Браун е симпатичният загубеняк, обладан от безкрайна непоколебимост и инат, но който в крайна сметка се поддава	на своите страхове и слабости. Неговите другари често го наскърбяват. Най-познатият пример за това е отборът му по бейзбол към „Малката лига“ – Чарли Браун е мениджърът на отбора и негов питчер, но постоянно губят (ненадминатият им рекорд е 2:930). Чарли Браун е ужасен питчер, често удря толкова зле, че или изхвърлен от „възглавничката“, или остава само по шорти. Самият отбор е слаб, като единствено кучето на карикатурния образ е способно да играе.
Чарли Браун обожава да пуска хвърчило, но обикновено хвърчилата му завършват в короната на Kite-Eating Tree (дърво, „ядящо“ хвърчила) или по по-фатален начин. Веднъж, през 1958, най-накрая успява да накара едно хвърчило да полети преди то да се възпламени изведнъж във въздуха. Всяка есен неговата приятелка Луси ван Пелт обещава да държи топка за американски футбол, за да може той да я ритне, но всеки път тя се отдръпва и той полита във въздуха и се приземява болезнено на гърба си. Успява да ритне топката само веднъж в началото на 1990-те.
Въпреки всичко това и независимо, че често е наскърбяван, Чарли Браун има много приятели, най-добрият му е братът на Луси – Лайнъс, който понякога го закриля. Карикатурният герой е влюбен в Малкото червенокосо момиче – което никой не знае как изглежда – но рядко има куража да говори с нея.
Почти винаги приятелите на Чарли Браун използват цялото му име. Две изключения правят Пепърминт Пати, която го нарича „Пиленце“, и нейната приятелка Марси, която му казва „Чарлс“. Някои читатели отдават това на факта, че и двете момичета си падат по него, което те признават една на друга в карикатура от 1979. Въпреки че често е умислен заради Малкото червенокосо момиче, Чарли Браун забравя срещите му с двете. Склонен е и да казва погрешните неща на погрешните места и на двете: напомня на Пепърминт Пати, че има голям нос, точно когато тя иска да се чувства женствена, а отвръща на Марси, когато тя го пита дали му е липсвала, че „зърнената му закуска прогизва“. Сестра му Сали Браун обикновено го нарича „големи братко“, вероятно защото би било странно, член на неговото семейство, да използва фамилията им, за да се обръща към него. Другите две единствени изключения са Еудора, която също го нарича „Чарлс“ и второстепенният образ Пеги Джийн през 1990-те, която му казва „Брауни Чарлс“, защото Чарли Браун, когато ѝ се представя, е нервен, както винаги, и не може да поправи грешката с името си. За първи път Пучи, русокосо момиченце, което си играе с кутрето Снупи, използва „Чарли Браун“.
Като всички възрастни в комикса, родителите на Чарли Браун никога не се виждат, но понякога са споменавани. Баща му е бръснар, а майка му – домакиня.
Рисуваният образ Чарли Браун има само една къдрица отпред и малко коса отзад. Често се счита, че Чарли Браун е плешив, но Чарлс Шулц обяснява, че си е представял героя с много светла коса, която не се вижда. Снупи нарича собственика си „онова дете с кръглата глава“. Винаги носи черни шорти и тениска с къс ръкав, обикновено жълта, с черна назъбена ивица по средата.
Чарли Браун често използва репликата „Good grief!“ (И таз хубава!), когато е изненадан или разтревожен. Когато е изключително разочарован, вика „Rats!“.
Неделните карикатури в Peanuts неофициално се наричат Peanuts featuring Good Ol' Charlie Brown. Шулц по-късно твърди, че искал името да е само Good Ol' Charlie Brown, но името Peanuts е избрано от синдикалния съвет на поредицата. В резултат много читатели си мислели, че името на Чарли Браун е Peanuts, за това Шулц предлага смяна на заглавието, за да е по-ясно.

## История
Чарли Браун е един от първите образи за Peanuts, чийто дебют е през 1950, и е обект на подигравки в първата шега използвана в поредицата. Освен някои малки стилистични разлики в стила на рисуване на Шулц, Чарли Браун изглеждал почти същия в началото. Носел обаче неукрасена тениска – ивицата е добавена по-късно през първата година от съществуването на поредицата, за да има повече цвят.
Първоначално Чарли Браун е по-самоуверен и весел – прави номера на другите герои, а в някои карикатури има романтична нотка между Чарли Браун и Пати и Вайълет. Причинява главоболие на възрастните (например събаря всички комикси от щанда). Характерът на Чарли Браун от ранните години е описан от рок групата The Coasters. Героят от песента Чарли Браун прави типични пакости – драска по стените или замерва с хартиени топчета в училище. Също като образът от Peanuts, и този Чарли Браун се пита „Защо всички винаги се заяждат с мен“ („Why is everybody always pickin' on me?“).
Скоро героят Чарли Браун се развива и се превръща в познатия и до днес тъжен образ, който се чувства поробен, заради грижите му към кучето Снупи, нападан от всички около него. Типичните сюжети включват Чарли Браун и инатливото му отказване да се предаде, дори когато всичко е загубено още от самото начало (например отказва да напусне стадиона, когато има порой, за да може да играе любимата си игра) или показва умения в неочакван момент, но точно когато претърпяват унизителна загуба. Чарли Браун никога не получава валентинки или коледни картички и получава само камъни за Хелоуин, но никога не загубва вяра. Неговото нещастие до такава степен прави впечатление на зрителите в Северна Америка, че след епизодите Be My Valentine, Charlie Brown и It's the Great Pumpkin, Charlie Brown му изпращат валентинки или сладки неща в телевизионните компании, за да покажат, че ги е грижа за него.
Първоначално Лайнъс е бебе, но с възрастта си, той се превръща в прозорлив философ и най-добър приятел на Чарли Браун. Често двамата се подкрепят почти незабележимо, когато слабите места на другия са разкрити. Шрьодер и Луси ван Пелт също са забележимо по-млади от Чарли Браун, когато се появяват за първи път, но порастват и стават негови другари. Лайнъс подобно е един вид загубеняк, защото вярва прекалено много в суеверията („одеялцето му за сигурност“, вярата му The Great Pumpkin и тн), така че двамата имат много общо.
През 1959 родителите на Чарли Браун имат момиченце – Сали – което напомня на брат си по някои неща, но е с кичур руса коса. Като повечето герои и Сали първоначално е бебе, но впоследствие пораства и комуникира с останалите на малко или много равни начала. Постепенно тя се превръща в камъче в обувката на Чарли Браун, защото го тормози с домашните си и го мъмри остро, защото не разбира дадени идеи и понятия (а всъщност тя самата не ги разбира). Братът стоически издържа на всичко това.
Чарли Браун продължава с това си държание до самия край на поредицата през 2000. Някои „класически“ карикатури продължават да се появяват във вестниците и до днес. Има и няколко случайни победи, като печеливш хоумрън на 30 март 1993 и победата му над Джо Агейт на игра на топчета на 11 април 1995. Обикновено Чарли Браун е представител на хората, които считат, че живеят в момент, в който нищо не се нарежда, както трябва, но не се отказват.
Чарли Браун си има приятел, с който си кореспондират, но понеже използва автоматична писалка, а не обикновен химикал, винаги зацапва, прибягва до употребата на графитите и започва писмата си с „Dear Pencil Pal“ (скъпи приятелю, на когото пиша с молив) вместо с „Dear Pen Pal“ (скъпи приятелю, с когото си пиша). Писмата на приятеля или приятелката никога не са „четени“ в поредицата.

## Интересни факти
- Командният модул на Аполо 10 се нарича „Чарли Браун“, а лунният модул „Снупи“.

## Цитати на Чарли Браун
- „AAUGH!“
- „Rats!“
- „Good grief!“ (И таз хубава!)
- „I can't stand it. I just can't stand it.“ (Не мога да го понеса! Не мога да го понеса!)
- „There must be millions of people all over the world who never get any love letters... I could be their leader.“ (Има милиони хора по целия свят, които не получават любовни писма... Мога да им бъда лидер.)
- „I've developed a new philosophy... I only dread one day at a time.“ (Развих нова философия... Страхувам се по веднъж на ден.)
- „Sometimes, when I lay awake at night, I wonder, 'Where did I go wrong?' Then a voice comes to me from the darkness and says, 'This is going to take more than one night.'“ (Понякога, когато лежа буден през нощта, се чудя „Къде сгреших?“. Тогава един глас от тъмнината ми казва „Това ще отнеме повече от една нощ (за разяснение).“.)
- „I know nobody likes me, why do we need a holiday to emphasize it?“ (Знам, че никой не ме харесва, защо ни е „I know nobody likes me, why do we need a holiday to emphasize it?“ (Знам, че никой не ме харесва, защо ни е празник, за да го подчертаем?)
- „My anxieties have anxieties.“ (Моите опасения си имат опасения)

- „When we lose, I'm miserable... When we win I feel guilty.“ (Когато загубим, се чувствам нещастен... Когато спечелим, се чувствам виновен.)
- „Sometimes I think that life and I are going in different directions.“ (Понякога си мисля, че животът и аз вървим в различни посоки.)